# Xabier Azkargorta
Xabier Azkargorta, född 26 september 1953, är en spansk tidigare fotbollsspelare och tränare.
Xabier Azkargorta var tränare för det bolivianska landslaget 1993–1994, 2012–2014 och chilenska landslaget 1995–1996.